# Ferussaciidae
Ferussaciidae zijn een familie van weekdieren uit de klasse van de Gastropoda (slakken).

## Taxonomie
De volgende geslachten zijn bij de familie ingedeeld:
- Amphorella Lowe, 1852
- Cecilioides A. Férussac, 1814
- Ferussacia Risso, 1826
  - = Bullinopersilia F. Nordsieck, 1972
- Geostilbia Crosse, 1867
- Pseudocalaxis Pallary, 1912